# Ajdin Hrustic
Ajdin Hrustíc (tiếng Bosnia: Ajdin Hrustić; sinh ngày 5 tháng 7 năm 1996) là một cầu thủ bóng đá chuyên nghiệp người Úc hiện đang thi đấu ở vị trí tiền vệ tấn công cho Hellas Verona và đội tuyển quốc gia Úc.

## Thống kê sự nghiệp

### Quốc tế
Tính đến ngày 11 tháng 6 năm 2024
| Đội tuyển quốc gia | Năm       | Trận | Bàn |
| ------------------ | --------- | ---- | --- |
| Úc                 | 2017      | 1    | 0   |
| Úc                 | 2018      | 0    | 0   |
| Úc                 | 2019      | 2    | 0   |
| Úc                 | 2021      | 10   | 2   |
| Úc                 | 2022      | 10   | 1   |
| Úc                 | 2023      | 1    | 0   |
| Úc                 | 2024      | 3    | 1   |
| Tổng cộng          | Tổng cộng | 27   | 4   |

Bàn thắng và kết quả của Úc được để trước.
| # | Ngày                 | Địa điểm                                                      | Đối thủ    | Bàn thắng | Kết quả | Giải đấu                 |
| - | -------------------- | ------------------------------------------------------------- | ---------- | --------- | ------- | ------------------------ |
| 1 | 3 tháng 6 năm 2021   | Sân vận động Quốc tế Jaber Al-Ahmad, Thành phố Kuwait, Kuwait | Kuwait     | 3–0       | 3–0     | Vòng loại World Cup 2022 |
| 2 | 12 tháng 10 năm 2021 | Sân vận động Saitama 2002, Saitama, Nhật Bản                  | Nhật Bản   | 1–1       | 1–2     | Vòng loại World Cup 2022 |
| 3 | 7 tháng 6 năm 2022   | Sân vận động Ahmed bin Ali, Al-Rayyan, Qatar                  | UAE        | 2–1       | 2–1     | Vòng loại World Cup 2022 |
| 4 | 6 tháng 6 năm 2024   | Bashundhara Kings Arena, Dhaka, Bangladesh                    | Bangladesh | 1–0       | 2–0     | Vòng loại World Cup 2026 |

## Thành tích

### Eintracht Frankfurt
UEFA Europa League: 2021-22